# Meadow Lake (Nowy Meksyk)
Meadow Lake – jednostka osadnicza w Stanach Zjednoczonych, w stanie Nowy Meksyk, w hrabstwie Valencia.